# Héctor J. Díaz
Héctor José Díaz (* 1910 in Azua de Compostela; † 1950 in New York City) war ein dominikanischer Schriftsteller und Komponist.
Díaz war ein Gegner des dominikanischen Diktators Trujillo und verbrachte  daher seine letzten Lebensjahre in New York im Exil. Er komponierte Lieder wie Entre tu amor y mi amor und Paris und Merengues wie Mal Peláo, El negrito del Batey und Se murió Martín. Bekannt wurde er auch als Lyriker; populär ist sein Gedicht Lo que quiero. 